# Ann Linde
Ann Christin Linde (Helsingborg, 4 december 1961) is een Zweedse politica voor de Socialdemokraterna (S). Zij was tussen 2016 en 2022 lid van de Zweedse regering, onder meer als minister van Buitenlandse Zaken (2019–2022).

## Biografie
Ann Linde groeide op in Helsingborg en was na haar middelbare school actief voor verschillende studentenorganisaties. Van 1984 tot 1988 was ze secretaris-generaal van de Landsrådet för Sveriges Ungdomsorganer, een verbond van Zweedse jongerenbewegingen. Linde studeerde politieke wetenschappen, sociologie en economie aan de Universiteit van Stockholm, waar ze in 1994 afstudeerde.
Linde, een sociaaldemocraat, ging in de jaren negentig aan de slag voor verschillende regeringsinstanties. Zo was zij onder meer afdelingssecretaris bij het ministerie van Burgerzaken en politiek adviseur van haar partijgenoten Mats Hellström (toenmalig minister van Buitenlandse Handel) en Björn von Sydow (toenmalig minister van Defensie). Van 2000 tot 2013 was ze binnen de Zweedse sociaaldemocratische partij actief als secretaris voor Buitenlandse Zaken, waarna ze tussen 2013 en 2014 leiding gaf aan het internationale beleid van de Partij van Europese Socialisten (PES) in Brussel. Van 2014 tot 2016 werkte Linde als staatssecretaris op het Zweedse ministerie van Binnenlandse Zaken, waar ze diende onder minister Anders Ygeman.
Toen het kabinet-Löfven I in mei 2016 een herschikking van ministerposten doorvoerde, werd Linde benoemd tot minister van Buitenlandse Handel en EU-zaken. Na de Zweedse parlementsverkiezingen van 2018 en het aantreden van het tweede kabinet van premier Löfven in januari 2019 bleef Linde verantwoordelijk voor Buitenlandse Handel, maar verruilde zij haar ministerschap van EU-zaken voor dat van Noordse Samenwerking. Op 10 september 2019 werd Linde benoemd tot minister van Buitenlandse Zaken, als opvolger van de vroegtijdig afgetreden Margot Wallström. In die hoedanigheid bekleedde zij in 2021 namens Zweden tevens het voorzitterschap van de OVSE.
Ook in het kabinet-Löfven III (2021) en het kabinet-Andersson (2021–2022) behield Linde haar functie als minister van Buitenlandse Zaken. Na de parlementsverkiezingen van 2022 belandden de sociaaldemocraten echter in de oppositie, waardoor een eind kwam aan haar ministerschap.
Ann Linde trouwde in 1989 en heeft twee kinderen.